# Nezabudice
Nezabudice település Csehországban, Rakovníki járásban. Nezabudice Hracholusky, Pavlíkov, Velká Buková és Branov településekkel határos. Lakosainak száma 98 fő (2024. január 1.).

## Népesség
A település lakosságának változását az alábbi diagram mutatja:
| Lakosok száma | 419  | 307  | 231  | 164  | 103  | 73   | 77   | 89   | 97   | 98   |
|               | 1869 | 1890 | 1921 | 1950 | 1980 | 2001 | 2017 | 2019 | 2022 | 2024 |